# Perui földicseresznye
A perui földicseresznye vagy poha (Physalis peruviana vagy Physalis edulis) a burgonyafélék (Solanaceae) családjába tartozó, Dél-Amerikából származó, de sokfelé termesztett növény. Hívják ananászcseresznyének és tévesen ehető zsidócseresznyének is (utóbbi egy kimondottan mérgező európai rokon növény). Spanyol nevei: uchuva, uvilla, aguaymanto, tomate silvestre, alquequenje peruano.

## Származása, élőhelye
Az Andokban honos; ezt is hittérítők és felfedezők hozták Dél-Amerikából Európába. Gyümölcséért világszerte termesztik a trópusokon és a szubtrópusokon; újabban Európában is. Főleg Afrika déli részén honosodott meg; ott fokföldi egresnek hívják.
A viszonylag hűvös, de fagymentes klímát, a tápanyagban gazdag, homokos talajt kedveli, ezért a trópusokon inkább a hegyvidékeken termesztik. Mindenütt nevelhető, ahol a paradicsom. Magról szaporítják, a vetés után 3-4 hónappal kezdődik a sok hétig tartó termésérés, amelynek során egy növény 300-nál is több bogyót hozhat. 10 °C-on teleltetve egész télen át folyamatosan érleli a gyümölcseit. Fejlődésének első periódusában vízigényes, az érés idején azonban kevés vizet kíván.
A Kárpát-medencében a fagyosszentek után ültethető ki ládába vagy cserépbe és augusztustól szüretelhető.

## Felépítése

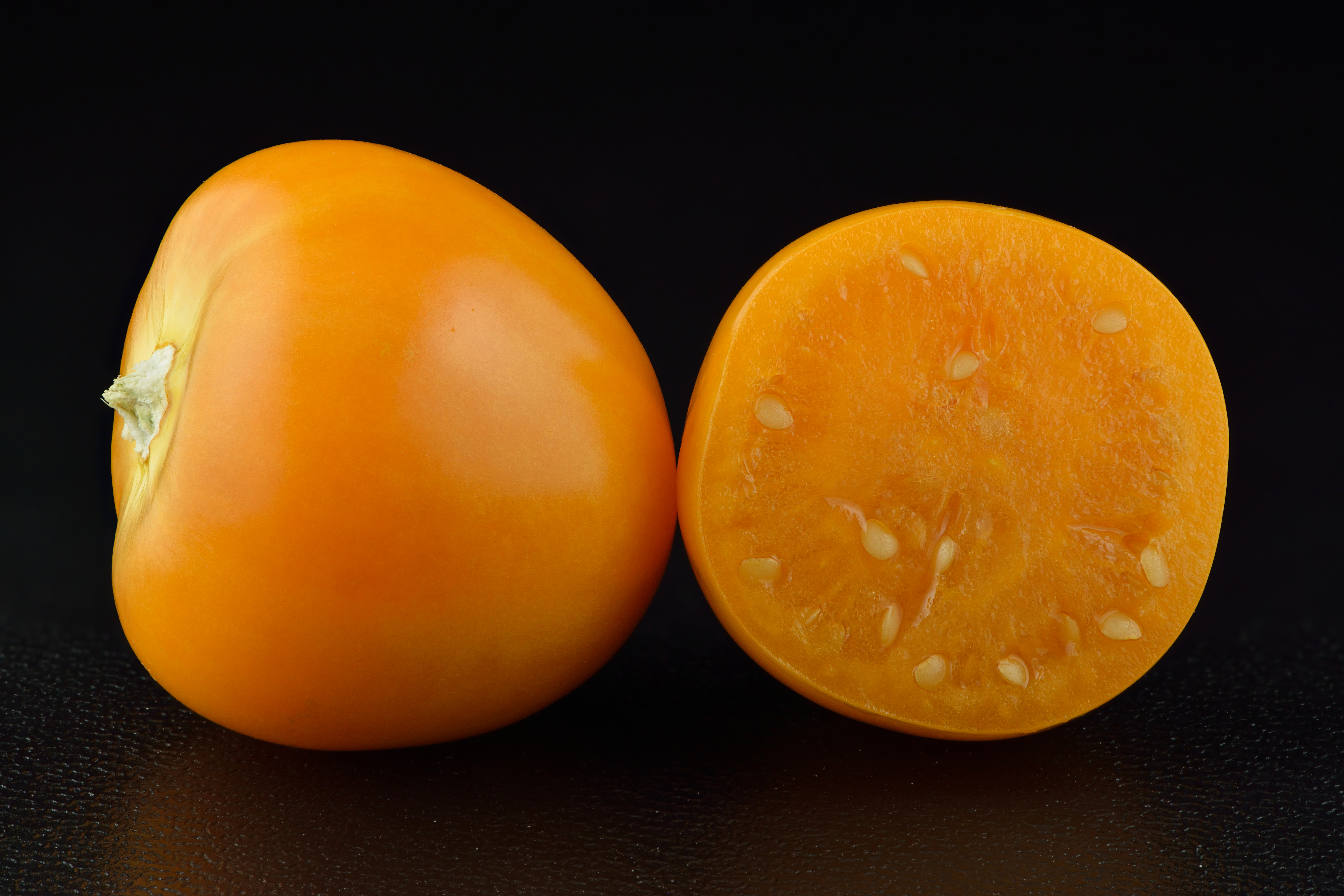
a termések

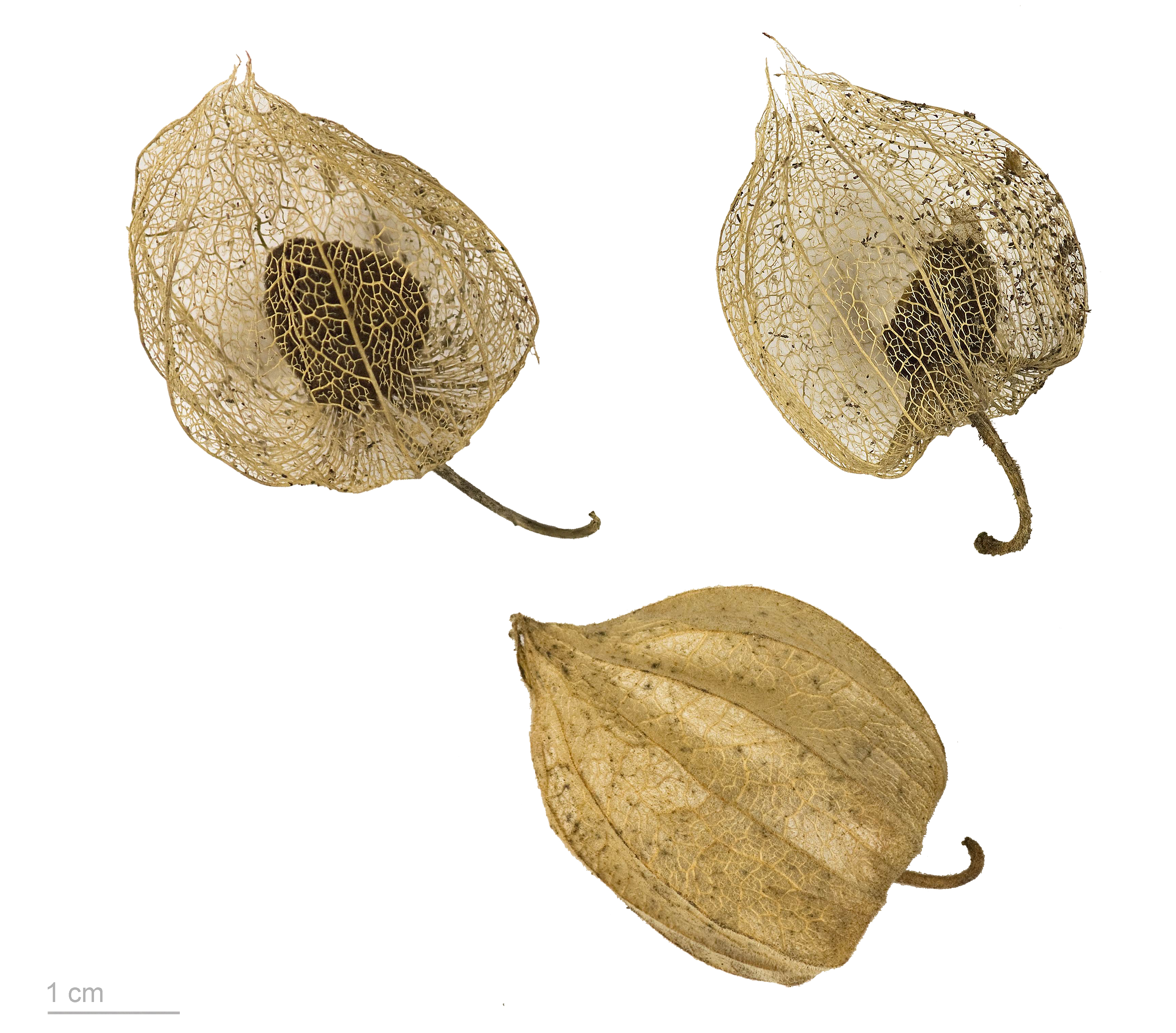
A termést védő burok és a termés a részleges lebomlást követően

A perui földicseresznye legfeljebb 2 méter magas, terebélyesen ágas, gyakran lilával árnyalt, bordás szárú, egynyári növény. A levelet, kocsányt, csészét elálló, részben kuszált, fehér, lágy, sűrű szőrzet borítja. Levelei szórt állásúak. A levéllemez szív alakú, zöld, 10–17 cm hosszú és széles, gyengén csipkés szélű és hullámos, színén a főér barna bordájú. A felső oldalán gyengén bordás levélnyél legfeljebb 10 cm hosszú. A bókoló virágok 2–4 centiméteres kocsányon egyesével fejlődnek az elágazásokban és a levélhónaljakban. Forrt, harang alakú csészéjük középig öt hegyes, háromszögletű, gyengén szétálló cimpára hasadt, zöld színű; töve és erei feketésbarnák. A pártacső karimája öt széles, szétterülő cimpára tagolt, kb. 1,5 centiméter hosszú, 2 centiméter széles, sárga; a torokban öt nagy, barna folt látható. A párta torkában gyapjas sárga szőrgyűrűben szőrlécek találhatók. Kívül rövid, tömött, a torok sötét foltjain hosszabb, lágy szőrök borítják. Virágzás után a csésze zárt köpennyé nagyobbodik, és magába zárja a növekedő bogyót.
Termése: sárga vagy világosbarna, gömbölyű, 1–2 centiméteres bogyó, amit a megmaradó, megérve szalmasárga, felfúvódott csésze vesz körül. A sima, vékony, szilárd, áttetsző héj alatt a bő levű, narancssárgás terméshúsban számos nagyon kicsi, lapos, sárga mag ül. Az érett termés édes vagy édeskésen savanyú, zamatos; leginkább az ananász és a szamóca ízei keverednek benne.

## Felhasználása
A vitamingazdag bogyókat a csésze eltávolítása után a magokkal együtt nyersen eszik vagy befőttnek, lekvárnak, zselének, csatninak dolgozzák fel, illetve italokba teszik. Pudingok, gyümölcssaláták és jégkrémek nyersanyaga; cukorral vagy mézzel párolva pedig desszert. Csokoládéba mártogatva ínyenc csemege. Az éretlen termés (és a lampionszerű burok) mérgező.